# فوهة ألدن

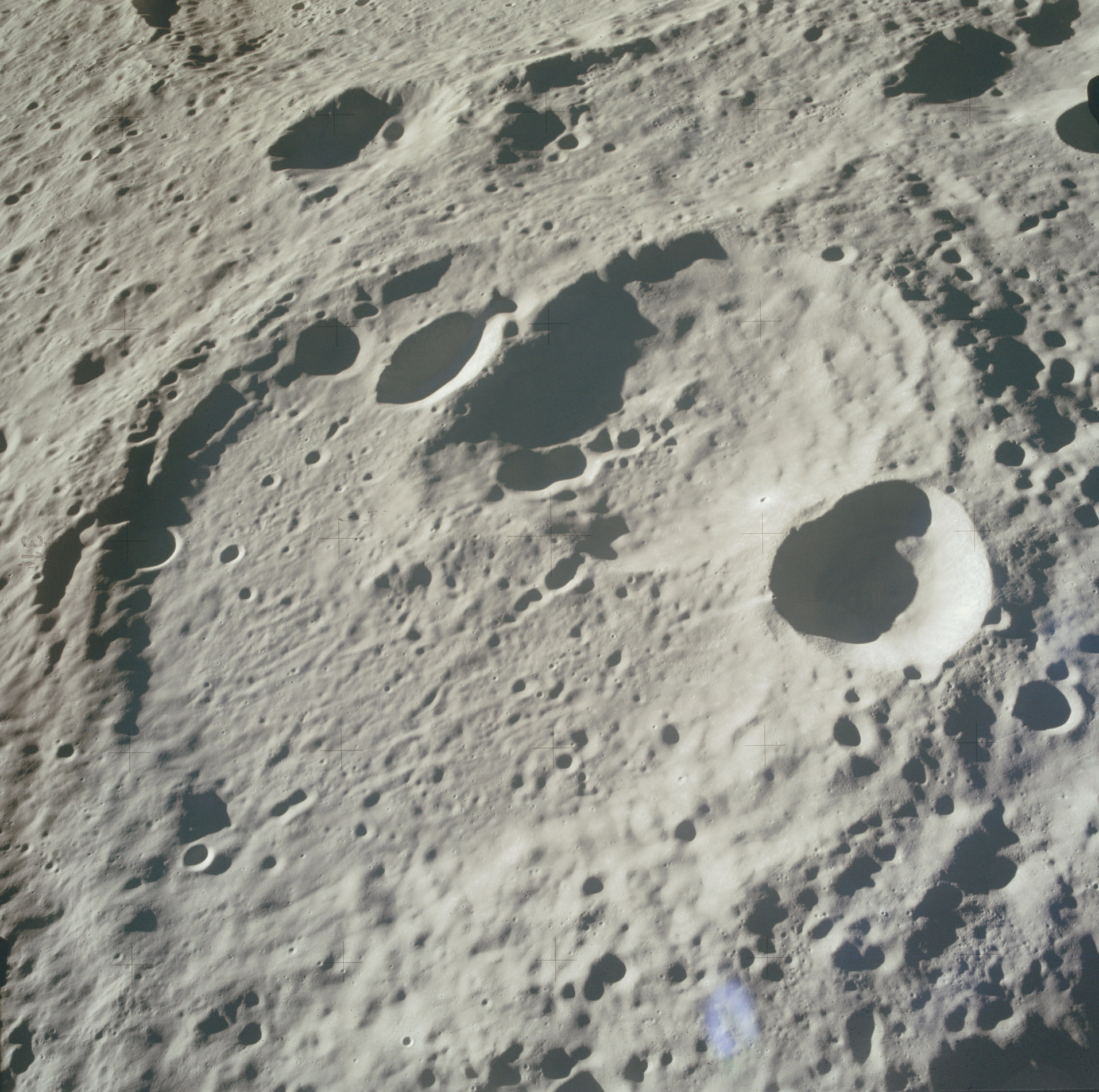
صورة واضحة لفوهة ألدن من بعثة أبولو 15

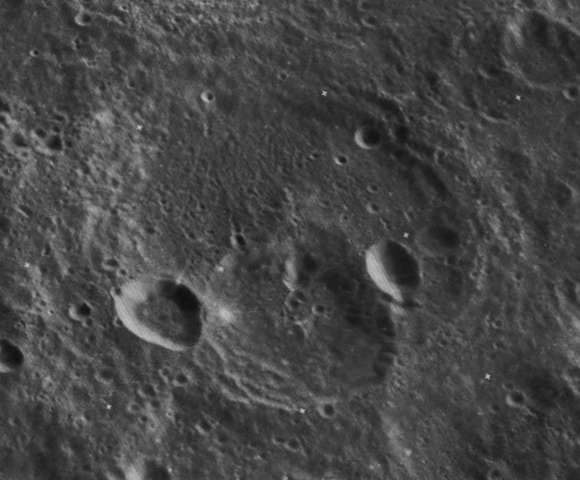
صورة لفوهة ألدن

فوهة ألدن (23.6°S 110.8°E) فوهة صدمية تقع على الجانب البعيد من سطح القمر يحدها من الشمال والشمال الغربي فوهة هيلبرت، ملين من الجنوب الشرقي بينما تحدها من الجنوب الغربي فوهة سكاليجر.

## الوصف
تتميز الفوهة بحوافها المنخفضة التي تعلو في الشمال والشمال الشرقي عند ألدن سي وفوهة ألدن الصغرى. الحواف أيضا متآكلة، خاصة على طول الجدار الجنوبي. أما الأرضية فهي غير منتظمة إلى حد ما.
يبلغ قطر الفوهة 104 كم وعلى زاوية 250° من شروق الشمس، بينما لم يتم تحديد عمقها حتى الآن. تم تسمية الفوهة على اسم الفلكي الأمريكي هارولد ألدن تكريما له على مجمل أعماله وتخليدا لذكراه.

## فوهات القمر الصناعي
لرسم خريطة مماثلة لفوهات القمر يتم وضح حروف على كل جانب من جوانب الفوهة ومركزها لكل حرف منهم دلاله معينة.
| ألدن | خط طول  | خط عرض   | قطر   |
| ---- | ------- | -------- | ----- |
| B    | 20.5° S | 112.6° E | 17 كم |
| C    | 22.5° S | 111.4° E | 50 كم |
| E    | 23.2° S | 112.4° E | 28 كم |
| V    | 22.5° S | 110.1° E | 19 كم |

## وصلات خارجية
- فوهات القمر
- "استكشاف القمر". معهد العلوم القمرية والكواكبيّة. مؤرشف من الأصل في 2012-02-18. اطلع عليه بتاريخ 2007-04-12.
- "أطالس القمر". معهد الدرسات القمرية والكواكبيّة. مؤرشف من الأصل في 2011-12-18. اطلع عليه بتاريخ 2007-04-12.
- آيشليمان، ر. "خرائط القمر". خرائط وروسومات لأسطح الكواكب. مؤرشف من الأصل في 2019-08-18. اطلع عليه بتاريخ 2007-04-12. خرائط ومناظر شاملة في مواقع هبوط أبولو.